# ATC S – Érzékszervek
Az ATC S – Érzékszervek a gyógyszerek anatómiai, gyógyászati és kémiai osztályozási rendszerének (ATC) egyik fő csoportja.
| ATC S   | Érzékszervek                         |
| ------- | ------------------------------------ |
| ATC S01 | Szemészeti készítmények              |
| ATC S02 | Fülészeti készítmények               |
| ATC S03 | Szemészeti és fülészeti készítmények |